# Yesterday (EP)
Pour les articles homonymes, voir Yesterday (homonymie).
EPs par The Beatles
The Beatles' Million Sellers
(1965) Nowhere Man
(1966)
Yesterday est le onzième EP britannique des Beatles. Publié pour profiter du succès de la chanson du même nom, alors numéro un aux États-Unis bien que non sortie en single au Royaume-Uni, le disque contient également trois autres chansons issues de la face B de l'album Help! sorti près d'un an auparavant. Il a la particularité de contenir quatre chansons dont chacune est chantée par un Beatle différent.
Bien que la chanson-titre soit alors un succès monumental, l'EP ne connaît pas un succès énorme, et ne rentre pas dans les classements de ventes de singles. Il se place quelques semaines en tête des ventes dans son format et reste 13 semaines dans ce classement, un score assez faible qui confirme les baisses de ventes d'EP accusées par les précédents opus.

## Histoire

### Enregistrement

Les quatre chansons de l'EP sont enregistrées dans la foulée du tournage du film Help! début 1965.

Les chansons de Yesteday sont enregistrées au cours de quatre sessions de l'album Help! visant à achever sa face B, durant la première moitié de 1965. La première chanson mise en boîte est You Like Me Too Much, l'une des premières compositions de George Harrison, le 17 février 1965. Elle illustre le tournant musical que prend le groupe, qui ne se contente plus des guitares de ses débuts. Ici, l'introduction est interprétée sur un piano à queue par George Martin et Paul McCartney.
La session la plus étonnante est cependant celle qui suit, le lundi 14 juin 1965. Ce jour-là en effet, les Beatles mettent en boîte Yesterday. Si contrairement à une légende tenace, les quatre garçons sont vraisemblablement présents, seul McCartney joue, accompagné par un quatuor à cordes sollicité par George Martin. Deux prises seulement sont nécessaires pour mettre en boîte ce qui est alors un ovni dans le monde de la musique pop.
Les deux chansons restantes, It's Only Love et Act Naturally, sont enregistrées respectivement les 15 et 17 juin. La dernière l'est dans l'urgence pour donner une chanson à Ringo Starr pour remplacer If You've Got Trouble, jugé décevant.

### Parution
Au début de l'année 1966, la chanson de Paul McCartney Yesterday est déjà un succès énorme. Aux États-Unis, elle est parue en single au mois de septembre et s'est rapidement classée en tête des ventes. Au Royaume-Uni, cependant, elle n'est sortie que sur la face B de l'album Help!, pour préserver l'image unie du groupe. Elle devient rapidement une des chansons les plus diffusées dans le monde.
Pour profiter de son succès et le pérenniser au Royaume-Uni, EMI publie un EP portant le titre de la chanson, espérant ainsi totaliser de bonnes ventes. Le disque est commercialisé le 4 mars 1966, mais son succès reste modéré. Là où les premiers EP du groupe se classaient dans les ventes de singles, celui-ci ne rentre pas dans ce classement (comme c'est le cas pour les quelques opus précédents). Il parvient à rester en tête des ventes d'EP durant 6 semaines, et reste dans ce classement treize semaines. Si cela semble au premier abord un bon score, il reste faible comparé aux précédents disques du groupe (l'EP précédent, The Beatles' Million Sellers était en effet resté dans les charts 26 semaines, et les premières créations du groupe tenaient plus de quarante),.
Comme tous les EP du groupe à l'exception du dernier (Magical Mystery Tour), Yesterday n'est publié qu'au format mono, et ce malgré l'attrait croissant du public pour le son stéréo.
La photo de couverture est de Robert Whitaker (en).

## Analyse musicale

Chacune des chansons de l'album est interprétée par un Beatle différent.

Chose exceptionnelle sur un EP des Beatles, chacune des chansons est interprétée par un membre du groupe différent. Yesterday est ainsi interprétée par Paul McCartney, qui en est l'unique compositeur. La chanson se démarque par l'usage d'un quatuor à cordes remplaçant les instruments classiques du rock, et par sa tonalité triste tant dans les paroles que dans la musique, qui lui assure un succès énorme. Vient ensuite Act Naturally, reprise d'un classique country de Buck Owens qui est également l'une des rares prestations de Ringo Starr sur un 45 tours britannique des Beatles (avec Matchbox sur le E.P. Long Tall Sally en 1964 et le single Yellow Submarine en 1966). Il s'agit aussi d'une des dernières reprises mises en boîte par le groupe.
You Like Me Too Much est une des premières compositions de George Harrison. Il s'agit d'une chanson assez simple marquée par son introduction au piano. De même, It's Only Love est une tentative de John Lennon pour composer une chanson d'amour optimiste, qu'il juge particulièrement ratée.

## Fiche technique

### Liste des chansons
| 1. | Yesterday     | Lennon/McCartney                | Paul McCartney | 2:03 |
| 2. | Act Naturally | Voni Morrison et Johnny Russell | Ringo Starr    | 2:29 |

| 3. | You Like Me Too Much | George Harrison  | George Harrison | 2:35 |
| 4. | It's Only Love       | Lennon/McCartney | John Lennon     | 1:55 |

### Interprètes
- John Lennon : chant, guitare rythmique
- Paul McCartney : chant, guitare basse, guitare acoustique, piano
- George Harrison : chant, guitare solo
- Ringo Starr : chant, batterie, tambourin
- George Martin : piano
- Tony Gilbert : premier violon
- Sidney Sax : second violon
- Francisco Gabarro : violoncelle
- Kenneth Essex : alto

### Équipe de production
- George Martin : producteur, arrangement
- Norman Smith : ingénieur du son
- Ken Scott : ingénieur du son
- Phil McDonald : ingénieur du son